# 布坎南縣 (愛阿華州)
布坎南縣（英語：Buchanan County）是美國愛荷華州東部的一個縣。面積1,485平方公里。根據美國2000年人口普查，共有人口21,093。縣治獨立城（Independence）。
成立於1837年，縣名紀念後來成為第十五任總統的參議員詹姆斯·布坎南。